# Міністерство сільського господарства, природи та якості харчових продуктів Нідерландів
Міністерство сільського господарства, природи та якості харчових продуктів (нід. Ministerie van Landbouw, Natuur en Voedselkwaliteit; LNV) є міністерством Нідерландів, відповідальним за сільськогосподарську політику, продовольчу політику, безпеку харчових продуктів, рибальство, лісове господарство, охорону природи та добробут тварин. Міністерство було створено в 1935 році, а в 2010 році департамент було об’єднано з Міністерством економіки та отримало назву Міністерство економіки, сільського господарства та інновацій. Міністерство було відновлено у 2017 році; її очолює міністр сільського господарства, природи та якості харчових продуктів (нід. Minister van Landbouw, Natuur en Voedselkwaliteit), член кабінету міністрів Нідерландів. Останнім офіційним міністром був Хенк Стагхауер, який залишив посаду міністра 5 вересня 2022 року. Тому що він відчував, що не підходить для цієї роботи. Наразі (станом на 5 вересня 2022 року) Карола Шоутен виконує обов’язки міністра сільського господарства, природи та якості харчових продуктів. Вона виконує це паралельно з іншою роботою міністра.

## Обов'язки
Міністерство відповідало за чотири сфери політики:
- Сільське господарство та рибальство;
- Охорона природи, відпочинок на відкритому повітрі та національні парки;
- Безпека харчових продуктів;
- Сільський розвиток.

## Історія
Міністерство було створено як окреме міністерство під назвою «Міністерство сільського господарства та рибальства» у 1935 році. Політика сільського господарства та рибальства раніше була інтегрована в Міністерство внутрішніх справ і відносин з Королівством, а пізніше в Міністерство водних ресурсів, торгівлі та промисловості.
Після Другої світової війни Міністерство відповідало за нормування продовольства та реконструкцію сільськогосподарського сектора. Таким чином, це стало набагато важливішим. Між 1946 і 1982 роками міністерство було міністерством, орієнтованим на клієнта, орієнтованим на розвиток сільськогосподарського сектора відповідно до Європейської спільної сільськогосподарської політики. У 1982 році міністерство також стало відповідальним за охорону природи та відпочинок на відкритому повітрі, що раніше було частиною обов'язків Міністерства культури, відпочинку та соціальної роботи. Таким чином, він став більш зосередженим на сталому розвитку сільськогосподарського сектору.
У 2003 році Управління харчових продуктів і товарів увійшло до складу міністерства, яке було перейменовано на Міністерство сільського господарства, природи та якості харчових продуктів.

## Ррганізація
На даний момент Міністерство має одну державну установу та одне управління:
| Державні установи | Державні установи           | Державні установи | Державні установи | Обов'язки |
| ----------------- | --------------------------- | --- | ----------------- | --- |
|                   | Ministry of General Affairs | Управління безпеки харчових продуктів і споживчих товарів Нідерландів( нід. Nederlandse Voedsel- en Warenautoriteit ) | NVWA              | Захист споживачів • Безпека харчових продуктів • Товари • Тютюн • Захист тварин • Ветеринарія •Збереження середовища проживання • Відпочинок на природі |

- Управління аграрної та природоохоронної політики